# Bathysoecia
Bathysoecia is een geslacht van mosdiertjes uit de familie van de Tubuliporidae en de orde Cyclostomatida. De wetenschappelijke naam ervan werd in 1953 voor het eerst geldig gepubliceerd door Osburn.

## Soorten
- Bathysoecia bassleri Osburn, 1953

Niet geaccepteerde soort:
- Bathysoecia polygonalis  (Kluge, 1952) → Oncousoecia polygonalis (Kluge, 1915)